# Pasiphaea multidentata
Pasiphaea multidentata is een garnalensoort uit de familie van de Pasiphaeidae. De wetenschappelijke naam van de soort is voor het eerst geldig gepubliceerd in 1866 door Esmark.